# دشتتشي
دشتتشي (بالفارسية: دشتچی) هي قرية تقع في قسم زازران الريفي (مقاطعة فلاورجان) في إيران. يقدر عدد سكانها بـ 1,668 نسمة .